# Sh2-169
Sh2-169 è una debole nebulosa a emissione visibile nella costellazione di Cassiopea.
Si individua circa 1°45' a WNW della brillante β Cassiopeiae (Caph), che rappresenta l'estremità occidentale della "W" di Cassiopea; la sua individuazione presenta non poche difficoltà a causa della sua debolezza, pertanto è molto più facile riprenderla nelle foto a lunga posa, poco a sudest della più brillante Sh2-168, dove si mostra come un debole alone chiaro con al centro una stella azzurra di nona magnitudine. La sua declinazione fortemente boreale fa sì che sia facilmente osservabile quasi esclusivamente dalle regioni dell'emisfero boreale, più la fascia tropicale dell'emisfero australe, dove per altro si mostra sempre bassa sull'orizzonte settentrionale; da gran parte dell'emisfero nord si presenta invece circumpolare.
Si tratta di una piccola regione H II del diametro di circa 7,1 anni luce; la sua distanza è stata stimata in circa 2300 parsec (7500 anni luce), ossia in corrispondenza del Braccio di Perseo, uno dei bracci di spirale maggiori della Via Lattea, leggermente in primo piano rispetto all'associazione OB Cassiopeia OB5, che comprende alcuni ammassi aperti e nebulose, come Sh2-173 e Sh2-177, La stella principale responsabile della ionizzazione dei gas di Sh2-169 è catalogata come BD+59 786, una gigante blu di classe spettrale B0III, di magnitudine 9,60 e ben evidente al centro della grande massa nebulosa.